# Ville-en-Tardenois
Ville-en-Tardenois és un municipi francès, situat al departament del Marne i a la regió del Gran Est. L'any 2007 tenia 550 habitants.

## Demografia

### Població
El 2007 la població de fet de Ville-en-Tardenois era de 550 persones. Hi havia 209 famílies, de les quals 38 eren unipersonals (19 homes vivint sols i 19 dones vivint soles), 58 parelles sense fills, 86 parelles amb fills i 27 famílies monoparentals amb fills.
La població ha evolucionat segons el següent gràfic:
Habitants censats

### Habitatges
El 2007 hi havia 230 habitatges, 211 eren l'habitatge principal de la família, 4 eren segones residències i 15 estaven desocupats. 213 eren cases i 17 eren apartaments. Dels 211 habitatges principals, 169 estaven ocupats pels seus propietaris, 32 estaven llogats i ocupats pels llogaters i 10 estaven cedits a títol gratuït; 2 tenien una cambra, 4 en tenien dues, 11 en tenien tres, 47 en tenien quatre i 148 en tenien cinc o més. 166 habitatges disposaven pel capbaix d'una plaça de pàrquing. A 77 habitatges hi havia un automòbil i a 123 n'hi havia dos o més.

### Piràmide de població
La piràmide de població per edats i sexe el 2009 era:
| Homes | Edats   | Dones |
| ----- | ------- | ----- |
| 0     | 95 o +  | 0     |
| 2     | 90 a 94 | 2     |
| 0     | 85 a 89 | 8     |
| 1     | 80 a 84 | 0     |
| 4     | 75 a 79 | 5     |
| 7     | 70 a 74 | 8     |
| 9     | 65 a 69 | 9     |
| 10    | 60 a 64 | 11    |
| 10    | 55 a 59 | 12    |
| 25    | 50 a 54 | 17    |
| 30    | 45 a 49 | 28    |
| 23    | 40 a 44 | 27    |
| 18    | 35 a 39 | 22    |
| 21    | 30 a 34 | 15    |
| 13    | 25 a 29 | 23    |
| 17    | 20 a 24 | 5     |
| 20    | 15 a 19 | 25    |
| 24    | 10 a 14 | 30    |
| 21    | 5 a 9   | 24    |
| 13    | 0 a 4   | 14    |

## Economia
El 2007 la població en edat de treballar era de 380 persones, 291 eren actives i 89 eren inactives. De les 291 persones actives 269 estaven ocupades (146 homes i 123 dones) i 23 estaven aturades (12 homes i 11 dones). De les 89 persones inactives 34 estaven jubilades, 31 estaven estudiant i 24 estaven classificades com a «altres inactius».

### Ingressos
El 2009 a Ville-en-Tardenois hi havia 210 unitats fiscals que integraven 561,5 persones, la mediana anual d'ingressos fiscals per persona era de 20.407 €.

### Activitats econòmiques
Dels 32 establiments que hi havia el 2007, 1 era d'una empresa extractiva, 2 d'empreses alimentàries, 2 d'empreses de fabricació d'altres productes industrials, 3 d'empreses de construcció, 6 d'empreses de comerç i reparació d'automòbils, 1 d'una empresa de transport, 1 d'una empresa financera, 2 d'empreses immobiliàries, 2 d'empreses de serveis, 9 d'entitats de l'administració pública i 3 d'empreses classificades com a «altres activitats de serveis».
Dels 10 establiments de servei als particulars que hi havia el 2009, 1 era una oficina d'administració d'Hisenda pública, 1 gendarmeria, 1 oficina de correu, 1 taller de reparació d'automòbils i de material agrícola, 1 paleta, 1 guixaire pintor, 1 lampisteria, 1 perruqueria, 1 restaurant i 1 agència immobiliària.
L'únic establiment comercial que hi havia el 2009 era una fleca.
L'any 2000 a Ville-en-Tardenois hi havia 8 explotacions agrícoles que ocupaven un total de 595 hectàrees.

## Equipaments sanitaris i escolars
El 2009 hi havia 1 farmàcia i 1 ambulància.
El 2009 hi havia 1 escola maternal i 1 escola elemental.

## Poblacions més properes
El següent diagrama mostra les poblacions més properes.